# Europese kampioenschappen beachvolleybal 2020 (vrouwen)
Het vrouwentoernooi van de Europese kampioenschappen beachvolleybal 2020 in Jūrmala vond plaats van 15 tot en met 20 september. De Zwitsers Joana Heidrich en Anouk Vergé-Dépré wonnen de Europese titel ten koste van de Duitsers Kim Behrens en Cinja Tillmann. Het brons ging naar het Russische duo Nadezjda Makrogoezova en Svetlana Cholomina dat in de troostfinale te sterk was voor het Tsjechische tweetal Barbora Hermannová en Markéta Sluková.

## Groepsfase
|  | Direct naar laatste 16 |
|  | Naar tussenronde       |

### Groep A
| # | Ploeg                  | Punten | Wedstrijden | Wedstrijden | Spelpunten | Spelpunten | Spelpunten | Sets | Sets | Sets  |
| # | Ploeg                  | Punten | W           | V           | W          | V          | Ratio      | W    | V    | Ratio |
| - | ---------------------- | ------ | ----------- | ----------- | ---------- | ---------- | ---------- | ---- | ---- | ----- |
| 1 | Hüberli / Betschart    | 4      | 2           | 0           | 84         | 57         | 1,474      | 4    | 0    | MAX   |
| 2 | Soria / Carro          | 3      | 1           | 1           | 67         | 82         | 0,817      | 2    | 2    | 1,000 |
| 3 | Brzostek / Gromadowska | 3      | 1           | 1           | 79         | 80         | 0,988      | 2    | 2    | 1,000 |
| 4 | Ceynowa / Kociołek     | 2      | 0           | 2           | 78         | 89         | 0,876      | 0    | 4    | 0,000 |

| Datum        |                        | Score |                        | Set 1   | Set 2   | Set 3 |
| ------------ | ---------------------- | ----- | ---------------------- | ------- | ------- | ----- |
| 15 september | Hüberli / Betschart    | 2 – 0 | Brzostek / Gromadowska | 21 – 18 | 21 – 16 |       |
| 15 september | Ceynowa / Kociołek     | 0 – 2 | Soria / Carro          | 19 – 21 | 21 – 23 |       |
| 16 september | Hüberli / Betschart    | 2 – 0 | Soria / Carro          | 21 – 15 | 21 – 8  |       |
| 16 september | Brzostek / Gromadowska | 2 – 0 | Ceynowa / Kociołek     | 24 – 22 | 21 – 16 |       |

### Groep B
| # | Ploeg                 | Punten | Wedstrijden | Wedstrijden | Spelpunten | Spelpunten | Spelpunten | Sets | Sets | Sets  |
| # | Ploeg                 | Punten | W           | V           | W          | V          | Ratio      | W    | V    | Ratio |
| - | --------------------- | ------ | ----------- | ----------- | ---------- | ---------- | ---------- | ---- | ---- | ----- |
| 1 | Kozuch / Ludwig       | 4      | 2           | 0           | 84         | 47         | 1,787      | 4    | 0    | MAX   |
| 2 | Kubíčková / Kvapilová | 3      | 1           | 1           | 70         | 77         | 0,909      | 2    | 2    | 1,000 |
| 3 | Birlova / Oekolova    | 3      | 1           | 1           | 77         | 67         | 1,149      | 2    | 2    | 1,000 |
| 4 | Ozoliņa / Skrastiņa   | 2      | 0           | 2           | 44         | 84         | 0,524      | 0    | 4    | 0,000 |

| Datum        |                     | Score |                       | Set 1   | Set 2   | Set 3 |
| ------------ | ------------------- | ----- | --------------------- | ------- | ------- | ----- |
| 15 september | Kozuch / Ludwig     | 2 – 0 | Ozoliņa / Skrastiņa   | 21 – 7  | 21 – 16 |       |
| 15 september | Birlova / Oekolova  | 0 – 2 | Kubíčková / Kvapilová | 12 – 21 | 23 – 25 |       |
| 16 september | Kozuch / Ludwig     | 2 – 0 | Kubíčková / Kvapilová | 21 – 12 | 21 – 12 |       |
| 16 september | Ozoliņa / Skrastiņa | 0 – 2 | Birlova / Oekolova    | 13 – 21 | 8 – 21  |       |

### Groep C
| # | Ploeg                  | Punten | Wedstrijden | Wedstrijden | Spelpunten | Spelpunten | Spelpunten | Sets | Sets | Sets  |
| # | Ploeg                  | Punten | W           | V           | W          | V          | Ratio      | W    | V    | Ratio |
| - | ---------------------- | ------ | ----------- | ----------- | ---------- | ---------- | ---------- | ---- | ---- | ----- |
| 1 | Bieneck / Schneider    | 4      | 2           | 0           | 110        | 99         | 1,111      | 4    | 2    | 2,000 |
| 2 | Heidrich / Vergé-Dépré | 2      | 1           | 1           | 93         | 90         | 1,033      | 3    | 2    | 1,500 |
| 3 | Botsjarova / Voronina  | 2      | 1           | 1           | 90         | 83         | 1,084      | 3    | 2    | 1,500 |
| 4 | Strauss / Strauss      | 2      | 0           | 2           | 63         | 84         | 0,750      | 0    | 4    | 0,000 |

| Datum        |                        | Score |                       | Set 1   | Set 2   | Set 3   |
| ------------ | ---------------------- | ----- | --------------------- | ------- | ------- | ------- |
| 15 september | Heidrich / Vergé-Dépré | 2 – 0 | Strauss / Strauss     | 21 – 14 | 21 – 18 |         |
| 15 september | Bieneck / Schneider    | 2 – 1 | Botsjarova / Voronina | 21 – 18 | 16 – 21 | 15 – 9  |
| 16 september | Heidrich / Vergé-Dépré | 1 – 2 | Bieneck / Schneider   | 17 – 21 | 24 – 22 | 10 – 15 |
| 16 september | Strauss / Strauss      | 0 – 2 | Botsjarova / Voronina | 18 – 21 | 13 – 21 |         |

### Groep D
| # | Ploeg                    | Punten | Wedstrijden | Wedstrijden | Spelpunten | Spelpunten | Spelpunten | Sets | Sets | Sets  |
| # | Ploeg                    | Punten | W           | V           | W          | V          | Ratio      | W    | V    | Ratio |
| - | ------------------------ | ------ | ----------- | ----------- | ---------- | ---------- | ---------- | ---- | ---- | ----- |
| 1 | Makrogoezova / Cholomina | 4      | 2           | 0           | 84         | 61         | 1,377      | 4    | 0    | MAX   |
| 2 | van Iersel / Ypma        | 3      | 1           | 1           | 75         | 73         | 1,027      | 2    | 2    | 1,000 |
| 3 | Gruszczyńska / Wachowicz | 3      | 1           | 1           | 81         | 94         | 0,862      | 2    | 3    | 0,667 |
| 4 | Sinisalo / Parkkinen     | 2      | 0           | 2           | 83         | 95         | 0,874      | 1    | 4    | 0,250 |

| Datum        |                          | Score |                          | Set 1   | Set 2   | Set 3   |
| ------------ | ------------------------ | ----- | ------------------------ | ------- | ------- | ------- |
| 15 september | Sinisalo / Parkkinen     | 0 – 2 | van Iersel / Ypma        | 17 – 21 | 14 – 21 |         |
| 15 september | Makrogoezova / Cholomina | 2 – 0 | Gruszczyńska / Wachowicz | 21 – 17 | 21 – 11 |         |
| 16 september | Makrogoezova / Cholomina | 2 – 0 | van Iersel / Ypma        | 21 – 15 | 21 – 18 |         |
| 16 september | Gruszczyńska / Wachowicz | 2 – 1 | Sinisalo / Parkkinen     | 13 – 21 | 21 – 16 | 17 – 15 |

### Groep E
| # | Ploeg                         | Punten | Wedstrijden | Wedstrijden | Spelpunten | Spelpunten | Spelpunten | Sets | Sets | Sets  |
| # | Ploeg                         | Punten | W           | V           | W          | V          | Ratio      | W    | V    | Ratio |
| - | ----------------------------- | ------ | ----------- | ----------- | ---------- | ---------- | ---------- | ---- | ---- | ----- |
| 1 | Kravčenoka / Graudina         | 4      | 2           | 0           | 97         | 75         | 1,293      | 4    | 1    | 4,000 |
| 2 | Dabizja / Roedych             | 3      | 1           | 1           | 100        | 108        | 0,926      | 3    | 3    | 1,000 |
| 3 | Lehtonen / Ahtiainen          | 3      | 1           | 1           | 73         | 76         | 0,961      | 2    | 2    | 1,000 |
| 4 | Schützenhöfer / Plesiutschnig | 2      | 0           | 2           | 87         | 98         | 0,888      | 1    | 4    | 0,250 |

| Datum        |                               | Score |                               | Set 1   | Set 2   | Set 3   |
| ------------ | ----------------------------- | ----- | ----------------------------- | ------- | ------- | ------- |
| 15 september | Schützenhöfer / Plesiutschnig | 1 – 2 | Dabizja / Roedych             | 19 – 21 | 21 – 17 | 13 – 15 |
| 15 september | Kravčenoka / Graudina         | 2 – 0 | Lehtonen / Ahtiainen          | 21 – 14 | 21 – 14 |         |
| 16 september | Lehtonen / Ahtiainen          | 2 – 0 | Schützenhöfer / Plesiutschnig | 21 – 12 | 24 – 22 |         |
| 16 september | Kravčenoka / Graudina         | 2 – 1 | Dabizja / Roedych             | 21 – 16 | 19 – 21 | 15 – 10 |

### Groep F
| # | Ploeg                 | Punten | Wedstrijden | Wedstrijden | Spelpunten | Spelpunten | Spelpunten | Sets | Sets | Sets  |
| # | Ploeg                 | Punten | W           | V           | W          | V          | Ratio      | W    | V    | Ratio |
| - | --------------------- | ------ | ----------- | ----------- | ---------- | ---------- | ---------- | ---- | ---- | ----- |
| 1 | Hermannová / Sluková  | 4      | 2           | 0           | 84         | 66         | 1,273      | 4    | 0    | MAX   |
| 2 | Menegatti / Orsi Toth | 3      | 1           | 1           | 80         | 83         | 0,964      | 2    | 2    | 1,000 |
| 3 | Jupiter / Chamereau   | 3      | 1           | 1           | 83         | 79         | 1,051      | 2    | 2    | 1,000 |
| 4 | Namiķe / Brailko      | 2      | 0           | 2           | 65         | 84         | 0,774      | 0    | 4    | 0,000 |

| Datum        |                       | Score |                       | Set 1   | Set 2   | Set 3 |
| ------------ | --------------------- | ----- | --------------------- | ------- | ------- | ----- |
| 15 september | Menegatti / Orsi Toth | 2 – 0 | Jupiter / Chamereau   | 21 – 18 | 25 – 23 |       |
| 15 september | Hermannová / Sluková  | 2 – 0 | Namiķe / Brailko      | 21 – 16 | 21 – 16 |       |
| 16 september | Hermannová / Sluková  | 2 – 0 | Menegatti / Orsi Toth | 21 – 19 | 21 – 15 |       |
| 16 september | Namiķe / Brailko      | 0 – 2 | Jupiter / Chamereau   | 17 – 21 | 16 – 21 |       |

### Groep G
| # | Ploeg              | Punten | Wedstrijden | Wedstrijden | Spelpunten | Spelpunten | Spelpunten | Sets | Sets | Sets  |
| # | Ploeg              | Punten | W           | V           | W          | V          | Ratio      | W    | V    | Ratio |
| - | ------------------ | ------ | ----------- | ----------- | ---------- | ---------- | ---------- | ---- | ---- | ----- |
| 1 | Keizer / Meppelink | 4      | 2           | 0           | 84         | 64         | 1,313      | 4    | 0    | MAX   |
| 2 | Amaranta / Lobato  | 3      | 1           | 1           | 76         | 73         | 1,041      | 2    | 2    | 1,000 |
| 3 | Behrens / Tillmann | 3      | 1           | 1           | 73         | 75         | 0,973      | 2    | 2    | 1,000 |
| 4 | Briede / Paegle    | 2      | 0           | 2           | 63         | 84         | 0,750      | 0    | 4    | 0,000 |

| Datum        |                    | Score |                      | Set 1   | Set 2   | Set 3 |
| ------------ | ------------------ | ----- | -------------------- | ------- | ------- | ----- |
| 15 september | Behrens / Tillmann | 0 – 2 | Amaranta / Lobato    | 19 – 21 | 12 – 21 |       |
| 15 september | Keizer / Meppelink | 2 – 0 | Briede / Paegle      | 21 – 13 | 21 – 17 |       |
| 16 september | Keizer / Meppelink | 2 – 0 | Licholetov / Bykanov | 21 – 18 | 21 – 16 |       |
| 16 september | Briede / Paegle    | 0 – 2 | Behrens / Tillmann   | 15 – 21 | 18 – 21 |       |

### Groep H
| # | Ploeg                 | Punten | Wedstrijden | Wedstrijden | Spelpunten | Spelpunten | Spelpunten | Sets | Sets | Sets  |
| # | Ploeg                 | Punten | W           | V           | W          | V          | Ratio      | W    | V    | Ratio |
| - | --------------------- | ------ | ----------- | ----------- | ---------- | ---------- | ---------- | ---- | ---- | ----- |
| 1 | Lily / Elsa           | 4      | 2           | 0           | 101        | 89         | 1,135      | 4    | 1    | 4,000 |
| 2 | Placette / Richard    | 3      | 1           | 1           | 92         | 89         | 1,034      | 2    | 3    | 0,667 |
| 3 | Ittlinger / Laboureur | 3      | 1           | 1           | 89         | 89         | 1,000      | 3    | 2    | 1,500 |
| 4 | Lunde / Hjortland     | 2      | 0           | 2           | 86         | 101        | 0,851      | 1    | 4    | 0,250 |

| Datum        |                       | Score |                       | Set 1   | Set 2   | Set 3   |
| ------------ | --------------------- | ----- | --------------------- | ------- | ------- | ------- |
| 15 september | Lily / Elsa           | 2 – 1 | Lunde / Hjortland     | 22 – 20 | 20 – 22 | 17 – 15 |
| 15 september | Ittlinger / Laboureur | 1 – 2 | Placette / Richard    | 16 – 21 | 26 – 24 | 5 – 15  |
| 16 september | Lily / Elsa           | 2 – 0 | Placette / Richard    | 21 – 18 | 21 – 14 |         |
| 16 september | Lunde / Hjortland     | 0 – 2 | Ittlinger / Laboureur | 12 – 21 | 17 – 21 |         |

## Knockoutfase

### Tussenronde
| Datum        | Wedstrijd | Team 1                 | Score | Team 2                   | Set 1   | Set 2   | Set 3   |
| ------------ | --------- | ---------------------- | ----- | ------------------------ | ------- | ------- | ------- |
| 18 september | 1         | Dabizja / Roedych      | 0 – 2 | Behrens / Tillmann       | 18 – 21 | 13 – 21 |         |
| 18 september | 2         | Soria / Carro          | 1 – 2 | Lehtonen / Ahtiainen     | 22 – 20 | 12 – 21 | 11 – 15 |
| 18 september | 3         | Menegatti / Orsi Toth  | 2 – 1 | Botsjarova / Voronina    | 23 – 21 | 13 – 21 | 15 – 12 |
| 18 september | 4         | Kubíčková / Kvapilová  | 0 – 2 | Jupiter / Chamereau      | 18 – 21 | 24 – 26 |         |
| 18 september | 5         | Placette / Richard     | 0 – 2 | Brzostek / Gromadowska   | 17 – 21 | 23 – 25 |         |
| 18 september | 6         | van Iersel / Ypma      | 2 – 1 | Birlova / Oekolova       | 21 – 23 | 21 – 14 | 15 – 10 |
| 18 september | 7         | Heidrich / Vergé-Dépré | 2 – 0 | Gruszczyńska / Wachowicz | 21 – 17 | 21 – 10 |         |
| 18 september | 8         | Amaranta / Lobato      | 0 – 2 | Ittlinger / Laboureur    | 14 – 21 | 19 – 21 |         |

### Eindronde
| Achtste finale | Achtste finale           | Achtste finale | Achtste finale | Achtste finale |  |  | Kwartfinale              | Kwartfinale            | Kwartfinale | Kwartfinale | Kwartfinale |  |  | Halve finale | Halve finale             | Halve finale | Halve finale | Halve finale |  |              | Finale                   | Finale                 | Finale       | Finale       | Finale |
|                |                          |                |                |                |  |  |                          |                        |             |             |             |  |  |              |                          |              |              |              |  |              |                          |                        |              |              |        |
|                | Hüberli / Betschart      | 18             | 15             |                |  |  |                          |                        |             |             |             |  |  |              |                          |              |              |              |  |              |                          |                        |              |              |        |
|                | Behrens / Tillmann       | 21             | 21             |                |  |  |                          | Behrens / Tillmann     | 22          | 21          |             |  |  |              |                          |              |              |              |  |              |                          |                        |              |              |        |
|                | Lily / Elsa              | 21             | 19             | 15             |  |  | Lehtonen / Ahtiainen     | 20                     | 18          |             |             |  |  |              |                          |              |              |              |  |              |                          |                        |              |              |        |
|                | Lehtonen / Ahtiainen     | 13             | 21             | 17             |  |  |                          |                        |             |             |             |  |  |              | Behrens / Tillmann       | 21           | 21           |              |  |              |                          |                        |              |              |        |
|                | Kravčenoka / Graudina    | 16             | 13             |                |  |  |                          |                        |             |             |             |  |  |              | Makrogoezova / Cholomina | 19           | 17           |              |  |              |                          |                        |              |              |        |
|                | Menegatti / Orsi Toth    | 21             | 21             |                |  |  |                          | Menegatti / Orsi Toth  | 16          | 13          |             |  |  |              |                          |              |              |              |  |              |                          |                        |              |              |        |
|                | Makrogoezova / Cholomina | 21             | 21             |                |  |  | Makrogoezova / Cholomina | 21                     | 21          |             |             |  |  |              |                          |              |              |              |  |              |                          |                        |              |              |        |
|                | Jupiter / Chamereau      | 15             | 17             |                |  |  |                          |                        |             |             |             |  |  |              |                          |              |              |              |  |              |                          | Behrens / Tillmann     | 21           | 14           | 16     |
|                | Bieneck / Schneider      | 18             | 21             | 15             |  |  |                          |                        |             |             |             |  |  |              |                          |              |              |              |  |              |                          | Heidrich / Vergé-Dépré | 18           | 21           | 18     |
|                | Brzostek / Gromadowska   | 21             | 16             | 10             |  |  |                          | Bieneck / Schneider    | 26          | 21          | 12          |  |  |              |                          |              |              |              |  |              |                          |                        |              |              |        |
|                | Hermannová / Sluková     | 21             | 21             |                |  |  | Hermannová / Sluková     | 28                     | 12          | 15          |             |  |  |              |                          |              |              |              |  |              |                          |                        |              |              |        |
|                | van Iersel / Ypma        | 13             | 10             |                |  |  |                          |                        |             |             |             |  |  |              | Hermannová / Sluková     | 11           | 17           |              |  |              |                          |                        |              |              |        |
|                | Keizer / Meppelink       | 24             | 16             |                |  |  |                          |                        |             |             |             |  |  |              | Heidrich / Vergé-Dépré   | 21           | 21           |              |  |              |                          |                        |              |              |        |
|                | Heidrich / Vergé-Dépré   | 26             | 21             |                |  |  |                          | Heidrich / Vergé-Dépré | 17          | 21          | 15          |  |  |              |                          |              |              |              |  | Troostfinale | Troostfinale             | Troostfinale           | Troostfinale | Troostfinale |        |
|                | Kozuch / Ludwig          | 21             | 21             |                |  |  | Kozuch / Ludwig          | 21                     | 16          | 4           |             |  |  |              |                          |              |              |              |  |              | Makrogoezova / Cholomina | 25                     | 21           |              |        |
|                | Ittlinger / Laboureur    | 15             | 16             |                |  |  |                          |                        |             |             |             |  |  |              |                          |              |              |              |  |              |                          | Hermannová / Sluková   | 23           | 18           |        |